# Conradine de Reuss-Kostritz
Conradine de Reuss-Kostritz (en allemand Konradine von Schleiz zu Reuß Köstritz) est née à Bad Köstritz (comté de Reuss-Kostritz) le 22 décembre 1719 et meurt le 2 février 1770 à Burgk. Elle est une noble allemande, fille du comte Henri XXIV de Reuss-Kostritz (1681-1748) et de la baronne Emma-Éléonore de Promnitz-Dittersbach (1688-1776).

## Mariage et descendance
Le 4 avril 1743 elle se marie à Köstritz avec Henri XI Reuss-Greiz (1722-1800), fils du comte Henri II de Reuss-Obergreiz (1696-1722) et de Charlotte-Sophie de Bothmer (1697-1748). Le couple a les enfants suivants :
- Henri XII (25 avril 1744 – 30 décembre 1745) ;
- Amélie (25 octobre 1745 – 3 octobre 1748) ;
- Henri XIII (16 février 1747 – 29 janvier 1817) ;
- Frédérique (9 juillet 1748 – 14 juin 1816), épouse en 1767 le comte Frédéric-Louis de Castell-Rüdenhausen, divorce en 1769, se remarie en 1770 avec le prince Frédéric-Guillaume de Hohenlohe-Kirchberg ;
- Henri XIV de Reuss-Greiz (6 novembre 1749 – 12 février 1799) ;
- Henri XV de Reuss-Plauen (22 février 1751 – 30 août 1825) ;
- Isabelle-Augusta de Reuss-Greiz (7 août 1752 – 10 octobre 1824), épouse en 1771 le burgrave Guillaume-Georges de Kirchberg ;
- Marie (1er novembre 1754 – 28 septembre 1759) ;
- Victoria (20 janvier 1756 – 2 décembre 1819), épouse en 1783 le prince Wolfgang-Ernest II d'Isenbourg ;
- Henri XVI (30 août 1759 – 13 décembre 1763) ;
- Henri XVII (25 mai 1761 – 27 février 1807).